# Unsichtbare Hände. Der Fall Melvil
Unsichtbare Hände. Der Fall Melvil ist ein deutscher Stummfilm-Krimi aus dem Jahr 1917, den William Kahn nach eigenem Drehbuch mit Carl Auen als „Rat Anheim“ im sechsten Leinwandabenteuer des „berühmten Kriminalisten“ inszeniert und in eigener Firma Kahn-Film auch produziert hat.

## Handlung
Der Vierakter trägt folgende Kapitelüberschriften:
- Erster Akt: Das Rätsel vom Melvil-Haus
- Zweiter Akt: Spieler und Gegenspieler
- Dritter Akt: Eine sonderbare Wettfahrt
- Vierter Akt: Als die Händler sichtbar wurden

Im Anwesen von Edgar Melvil gehen seltsame und ziemlich unheimliche Dinge vor. Eines Abends findet der Hausherr seinen Gärtner Pitter tot im Bett vor, am nächsten Tag sieht er diesen wieder um das Haus herumschleichen. Melvil beauftragt Rat Anheim, eine bekannte Spürnase für knifflige Fälle, diesen merkwürdigen Dingen auf den Grund zu gehen. Als Anheim das Melvil’sche Haus wieder verlässt, findet er in seiner Manteltasche einen Zettel vor, auf dem man ihn davor warnt, sich in fremde Angelegenheiten einzumischen. Um Klarheit zu erlangen, muss sich Rat über Nacht in der Melvil-Villa verstecken, und dies tut er, indem er sich in eine alte Ritterrüstung zwängt. Rasch kommt der Verdacht auf, dass Mary Hull, Edgars Verlobte, mit den Vorkommnissen etwas zu tun haben könnte.
Am nächsten Tag wird Melvils Pferd „Calipso“ entführt. Im Stall stellt Rat Anheim fest, dass wie schon im Herrenhaus hier offensichtlich „unsichtbare Hände“ zugange sind. Um den mysteriösen Vorkommnissen auf die Spur zu kommen, verkleidet sich der Detektiv als Schleifer mit eigenem Schleifwägelchen. Ein Auto nähert sich plötzlich, und mit nur einem Handgriff macht Anheim aus seinem Karren ein Fahrrad, mit dem er rasch und ohne aufzufallen das Auto verfolgen kann. Die Verfolgungsfahrt bringt die Spürnase zu einem dunklen Schuppen. Er schleicht dort hinein und wird Zeuge einiger Vorgänge, die ihm helfen, die Zusammenhänge zu verstehen und den Verbrechern auf die Spur zu kommen. Es stellt sich heraus, dass Melvil von einer Bande mit geheimen Mikrofonen abgehört wurde und auf diese Weise erfahrene Geschäftsgeheimnisse an die Konkurrenz weitergeleitet wurden. Melvils Braut Mary ist tatsächlich in die Vorgänge verstrickt, doch ihr Bräutigam verzeiht ihr.

## Produktionsnotizen
Wer die Produktion Nr. 11 der Kahn-Film GmbH Berlin photographiert und wer das Szenenbild gestaltet hat, ist derzeit nicht bekannt.
Unsichtbare Hände passierte die Filmzensur im Juli 1917. Die Polizei Berlin erließ unter der No. 40822 ein Jugendverbot,
die Polizei München untersagte eine Ankündigung als Detektivfilm unter den Nrn. 25643, 25644, 25645 u. 25646. Der knapp 1356 Meter lange Vierakter wurde wenig später uraufgeführt.

## Rezeption
Unsichtbare Hände lief im Kino „Colosseum“, nachmals „Vaterland Lichtspiele“ zu Dresden, Freiberger Platz 20, am 4. Januar 1918.
In der österreichischen Fachzeitschrift Neue Kino Rundschau Nr. 54 inserierte die „Polo“-Film-Vertriebs Ges. MbH Wien VII über zwei Seiten (S. 58 u. 59) sowohl die Vorführung von „Der Schmuck des Rajahs – Ein Film den jedes Theater spielen muss!“ als auch von „Unsichtbare Hände – Der Fall Melvil – sechstes Erlebnis des berühmten Kriminalisten Rat Anheim. Verfasst und inszeniert von William Kahn.“ auf Dienstag, den 19. März 1918.
Eine ausführliche Filmbeschreibung zu „Unsichtbare Hände – Der Fall Melvie [sic]“ (Monopol der „Polo“-Film-Ges.) bot die Neue Kino Rundschau Nr. 56 vom 16. März 1918 auf Seite 147.
Der Film wird erwähnt in
- Der Film No. 29, 1917
- Der Film No. 31, 1917
- Lichtbildbühne No. 33, 1917
- Lichtbildbühne No. 37, 1917
- Kinematograph No. 560, 1917

und ist registriert bei
- Birett, Verzeichnis in Deutschland gelaufener Filme, (München) No. 242, 1917, (München) No. 407, 1917 und(München) No. 555, 1917
- Lamprecht Vol. 17 No. 229

## Belege
1. ↑   Lamprecht Band 4, S. 229.
2. ↑   Saalkino, 460 Sitzplätze, Theaterkapelle, vgl. isgv.de
3. ↑   einzusehen bei ANNO, S. 58–59
4. ↑   einzusehen bei ANNO